# Ashampoo Photo Commander
Ashampoo Photo Commander — условно-бесплатная утилита для просмотра и организации цифровых изображений. Программа была создана Nikolaus Brennig под названием Brennig’s View, и имела статус Freeware. 21 февраля 2005 на офсайте было объявлено о сотрудничестве с компанией Ashampoo, и прекращении дальнейшей разработки программы под старым названием. 31 марта 2005 вышла первая версии программы под названием Ashampoo Photo Commander, тип лицензии сменился на Shareware.
Утилита не является кроссплатформенным программным обеспечением и работает только на компьютерах под управлением операционной системы Microsoft Windows.

## Описание
Ashampoo Photo Commander представляет высокоэффективный набор инструментов для облегчения работы с цифровыми фотографиями и созданием презентаций, с поддержкой аудио и видео файлов.
Утилита производит расширенный и быстрый поиск фотографий по различным критериям в системе, независимо от того, насколько большая коллекция. Оснащена встроенным оптимизатором, который при помощи одного щелчка мыши может улучшить изображение; способна удалить эффект «красных глаз», корректировать цвета, контрастность, оттенок и многое другое.
Также присутствуют такие возможности, как изменение размеров, обрезка выделенных объектов, вращение или добавление широкого спектра специальных эффектов фотографий. В арсенале имеются инструменты для организации и настройке слайд-шоу, экранного снимка, объединения и конвертирования фотографий, а также создания панорамы или календарей. Все изображения можно помещать в веб-альбом и обмениваться ими с другими пользователями.
Поддерживает аудио/видео файлы, поэтому может использоваться как медиапроигрыватель, который оснащен необходимой функциональностью (пауза, воспроизведение, полноэкранный режим, запись, громкость и т. д.).
Может интегрироваться в оболочку Windows, ассоциировать себя с графическими/слайд-шоу/списками воспроизведения/видео/аудиофайлами. Ко всему прочему, утилита полностью совместима с форматом Raw.

## Возможности
- Встроенный оптимизатор, который позволяет легко устранять различные искажения.
- Ускоренный и расширенный поиск изображений в системе.
- Создание подписей.
- Пакетная обработка.
- Скины.
- Многофункциональный слайд-шоу (к примеру, настроить музыкальное сопровождение).
- Монтаж и эффекты.
- Надежная и качественная интеграция в оболочку Windows.
- Встроенный инструмент для создания экранных снимков с приличным набором опций.
- Создание и поддержка веб-альбомов, коллажей, календарей, панорам.
- Утилита для создания коллажей из фотографий за несколько секунд с 3D-эффектом.
- Массовое переименование, сортировка, изменение даты/времени файлов.
- Печать (пакетная) и сканирование.
- Работа с камерой и сканером.
- Быстрый просмотр Raw изображений.
- Запись фотографий на CD/DVD.
- Плагины.
- Встроенные, простые в использовании мастеры для выбора нужной операции.

## Критика
Журнал Chip, в своём тесте 2010 года, выставил Ashampoo Photo Commander v8 оценку 8 баллов (хорошо), отметив из плюсов функциональность поиска дубликатов изображения, а из минусов медленную работу.